# Franco Cappa
Franco Cappa (Bovolone, 9 maggio 1916 – Mar Mediterraneo, 8 maggio 1941) è stato un aviatore e militare italiano, insignito di Medaglia d'oro al valor militare alla memoria durante il corso della seconda guerra mondiale.

## Biografia
Nacque a Bovolone, provincia di Verona, il 9 maggio 1916, figlio di Angelo e Anna Pesenti. Dopo aver conseguito la maturità classica il 30 settembre 1936, si iscrisse alla facoltà di medicina dell'Università di Padova. Chiamato a prestare servizio militare presso la Regia Aeronautica il 1 settembre 1937 ottiene il brevetto di pilota civile di 1º Grado l'11 dicembre dello stesso anno, e quello di pilota militare il 7 luglio 1938. A partire dal 16 dello stesso mese prestò servizio come sottotenente pilota di complemento nel 36º Stormo Bombardamento Terrestre di stanza all'Aeroporto di Bologna. Al termine del servizio di leva, nel maggio 1939 fu posto in congedo, ma ritornò in servizio attivo dall'agosto 1939 al gennaio 1940.

### Le azioni belliche
Richiamato definitivamente in servizio per il precipitare della situazione internazionale nel maggio 1940, rientrò presso il 36º Stormo conseguendo l'abilitazione al pilotaggio del velivolo da bombardiere S.79 Sparviero. Il primo giorno di guerra, 11 giugno 1940, decollò dall'Aeroporto di Castelvetrano (Trapani) con la 259ª Squadriglia, 109º Gruppo, 36º Stormo, compiendo la sua prima missione bellica con un'incursione sull'arsenale di Malta dove sganciò 4 bombe da 250 kg. L'aereo fu attaccato da caccia inglesi Gloster Gladiator, uno dei quali rimane sicuramente danneggiato. Il 13 giugno andò di nuovo in volo per un'azione di bombardamento sull'aeroporto di Kassar-Said, Tunisia, lanciando da 4200 metri di quota 9 ordigni da 100 kg, nonostante il fuoco della contraerea e l'attacco di un caccia nemico. Il 21 giugno effettuò una missione notturna di bombardamento sull'arsenale di Biserta riportando danni al velivolo a causa dell'intessissima reazione contraerea. Il 9 luglio decollò per un'azione contro unità navali britanniche Punta Stilo ma è costretto a rientrare dopo 30 minuti di volo a causa del cattivo funzionamento del carrello. Va meglio l'11 luglio quando riesce ad attaccare una portaerei inglese. Il 7 settembre andò di nuovo in azione sui cieli di Malta per un bombardamento contro obiettivi navali. Anche questa volta viene attaccato da caccia uno dei quali viene sicuramente abbattuto dall'equipaggio. L'ultima azione con la 259ª Squadriglia la compie l'11 novembre con un volo di ricognizione sul mediterraneo centrale.
A domanda, chiese ed ottenne di essere trasferito alla specialità aerosilurante e il 3 dicembre si trasferì a Gorizia  presso il 1º Nucleo Addetramento Aerosiluranti dove effettuò il primo volo di addestramento. Il 10 febbraio 1941 è trasferito all'Aeroporto di Cagliari-Elmas in forza alla 280ª Squadriglia Aerosiluranti, comandata dal capitano Amedeo Mojoli. Nel mese di marzo compie un paio di ricognizioni armate senza esito, e l'11 aprile 1941 fu promosso tenente. Il 27 dello stesso mese decollò alla ricerca di unità navali inglesi. Il 3 maggio 1941 attaccò una formazione navale nemica composta da 1 incrociatore e 2 cacciatorpediniere senza tuttavia riuscire ad effettuare il lancio del siluro per l'impossibilità di avvicinarsi a distanza utile e fu costretto a rientrare con l'arma a bordo.

### La scomparsa
L'8 maggio prese parte alle operazioni aeronavali contro la Force H inglese (Operazione Tiger), che tentava di rifornire Alessandria d'Egitto da Gibilterra. Alle ore 12 decollò dall'aeroporto di Elmas insieme ad altri quattro velivoli S.79 scortati da 15 caccia C.R.42 Falco del 3º Gruppo caccia terrestre. Alle 13.40 gli aerei attaccarono le navi nemiche accolti da uno sbarramento di caccia Fairey Fulmar decollati dalla portaerei Ark Royal e ne abbattono con le armi di bordo almeno 5 sicuri. Dopo i caccia incontrano un violentissimo fuoco antiaereo. Il suo aereo e quello del Cap. Marino Marini (aviatore) vennero abbattuti. Prima della partenza da Elmas, disse ai suoi specialisti che avrebbe tentato di avvicinarsi il più possibile alle navi inglesi per avere il massimo delle probabilità di mettere a segno il proprio siluro. Il suo S.79 si inabissò con tutto l'equipaggio composto dal M.llo Pilota Lamberto Giovagnoli, 1º Aviere Marconista Michele Scafa, Aviere Scelto Motorista Antonio Flamini e 1º Aviere Armiere Antonio Luciani. Decorato con la Medaglia d'oro al valor militare alla memoria, in totale il Ten. Franco Cappa aveva effettuato oltre 106 ore di volo di guerra.

### Riconoscimenti
Al Ten. Pil. Franco Cappa fu intitolato il 72º Gruppo I.T.  dell'Aeronautica Militare con sede a Isola Rizza.